# Liga de Béisbol Profesional Nacional de Nicaragua 2013-14
La IX Liga de Béisbol Profesional Nacional de Nicaragua se disputó del el 25 de octubre de 2013 al 21 de enero de 2014. El certamen fue ganado por los Gigantes de Rivas por primera ocasión en la época moderna del béisbol profesional nicaragüense, por lo que también obtuvieron el derecho de participar en la Serie Latinoamericana. El campeonato consistió de una etapa regular, una serie de play off y la serie final; y estaba dedicada al cronista deportivo Evelio Areas Mendoza. Para esta edición se incorporó la franquicia de Gigantes de Rivas, en sustitución de Leones

## Sistema de competición
- Los cuatro equipos participantes jugaron una etapa regular con el sistema de todos contra todos, por lo que cada uno realizó 48 juegos.[1]
- El equipo que ocupó la primera posición al finalizar la etapa regular clasificó a la serie final, mientras que los que ocuparon el segundo y tercer puesto realizaron una serie de play off para decidir el otro clasificado a la serie final.
- La serie de play off se disputó al mejor de cinco juegos, mientras que la serie final al mejor de siete.

## Resultados

### Etapa regular
| Equipo     | G  | P  | PCT  | JV | Local | Visita |
| ---------- | -- | -- | ---- | -- | ----- | ------ |
| Bóer       | 27 | 21 | .562 | -  | 15-9  | 12-12  |
| Gigantes   | 26 | 22 | .541 | 1  | 13-11 | 12-12  |
| Tigres     | 23 | 25 | .479 | 4  | 12-12 | 11-13  |
| Orientales | 20 | 28 | .416 | 7  | 12-12 | 9-15   |

|  |                                     |
|  | Clasificado a la serie final.       |
|  | Clasificado a la serie de play off. |

#### Evolución de la clasificación
| Equipo / Semana | 01  | 02  | 03  | 04   | 05    | 06    | 07    | 08    | 09    | 10    | 11    |
| --------------- | --- | --- | --- | ---- | ----- | ----- | ----- | ----- | ----- | ----- | ----- |
| Bóer            | 2-0 | 4-2 | 6-4 | 8-7  | 12-8  | 14-10 | 18-11 | 20-15 | 23-17 | 25-19 | 27-21 |
| Gigantes        | 1-0 | 5-1 | 7-4 | 12-4 | 14-8  | 16-9  | 17-11 | 19-15 | 21-19 | 24-20 | 26-22 |
| Orientales      | 1-2 | 3-5 | 7-6 | 7-11 | 10-12 | 12-15 | 13-17 | 17-19 | 18-23 | 19-26 | 20-28 |
| Tigres          | 0-2 | 1-5 | 2-8 | 5-10 | 6-14  | 8-16  | 10-19 | 14-21 | 19-22 | 21-24 | 23-25 |

#### Resultados
| 19 de noviembre | Gigantes   | 7-2              | Tigres     | Chinandega  |
| 25 de octubre   | Bóer       | 7-6              | Orientales | Granada     |
| 26 de octubre   | Orientales | 1-5              | Bóer       | Managua     |
| 26 de octubre   | Tigres     | 2-14             | Gigantes   | Rivas       |
| 28 de noviembre | Bóer       | 4-3              | Gigantes   | Rivas       |
| 27 de octubre   | Orientales | 8-2 (5 entradas) | Tigres     | Chichigalpa |

| 29 de octubre  | Gigantes   | 7-3                | Bóer       | Managua    |
| 29 de octubre  | Tigres     | 3-1                | Orientales | Granada    |
| 30 de octubre  | Orientales | 0-2 (6.1 entradas) | Gigantes   | Rivas      |
| 5 de diciembre | Bóer       | 5-4                | Tigres     | Chinandega |
| 1 de noviembre | Tigres     | 8-10               | Bóer       | Managua    |
| 1 de noviembre | Gigantes   | 2-3                | Orientales | Granada    |
| 2 de noviembre | Gigantes   | 3-0                | Tigres     | Chinandega |
| 2 de noviembre | Bóer       | 5-6                | Orientales | Granada    |
| 3 de noviembre | Orientales | 7-8                | Bóer       | Managua    |
| 3 de noviembre | Tigres     | 1-7                | Gigantes   | Rivas      |

| 5 de noviembre  | Bóer       | 3-5               | Gigantes   | Rivas       |
| 5 de noviembre  | Orientales | 9-0               | Tigres     | Chinandega  |
| 6 de noviembre  | Gigantes   | 2-3               | Bóer       | Managua     |
| 6 de noviembre  | Tigres     | 4-5               | Orientales | Granada     |
| 8 de noviembre  | Orientales | 11-5              | Gigantes   | Rivas       |
| 8 de diciembre  | Bóer       | 1-2 (10 entradas) | Tigres     | El Viejo    |
| 9 de noviembre  | Gigantes   | 2-3               | Orientales | Granada     |
| 9 de noviembre  | Tigres     | 8-6               | Bóer       | Managua     |
| 10 de noviembre | Gigantes   | 4-3               | Tigres     | Chichigalpa |
| 10 de noviembre | Bóer       | 1-0               | Orientales | Granada     |

| 12 de noviembre | Orientales | 3-4 | Bóer       | Managua    |
| 12 de noviembre | Tigres     | 2-6 | Gigantes   | Rivas      |
| 13 de noviembre | Bóer       | 1-4 | Gigantes   | Rivas      |
| 13 de noviembre | Orientales | 0-3 | Tigres     | Chinandega |
| 15 de noviembre | Gigantes   | 5-4 | Bóer       | Managua    |
| 15 de noviembre | Tigres     | 8-4 | Orientales | Granada    |
| 16 de noviembre | Orientales | 0-6 | Gigantes   | Rivas      |
| 16 de noviembre | Bóer       | 8-9 | Tigres     | Chinandega |
| 17 de noviembre | Gigantes   | 5-4 | Orientales | Granada    |
| 17 de noviembre | Tigres     | 5-6 | Bóer       | Managua    |

| 19 de noviembre | Gigantes   | 4-0  | Tigres     | Chinandega  |
| 19 de noviembre | Bóer       | 6-10 | Orientales | Granada     |
| 20 de noviembre | Orientales | 2-7  | Bóer       | Managua     |
| 20 de noviembre | Tigres     | 3-2  | Gigantes   | Rivas       |
| 22 de noviembre | Bóer       | 2-1  | Gigantes   | Rivas       |
| 12 de diciembre | Orientales | 11-0 | Tigres     | Chinandega  |
| 23 de noviembre | Gigantes   | 5-8  | Bóer       | Managua     |
| 23 de noviembre | Tigres     | 0-4  | Orientales | Granada     |
| 24 de noviembre | Orientales | 4-3  | Gigantes   | Rivas       |
| 24 de noviembre | Bóer       | 8-6  | Tigres     | Chichigalpa |

| 26 de noviembre | Gigantes   | 13-7 | Orientales | Granada    |
| 26 de noviembre | Tigres     | 1-2  | Bóer       | Managua    |
| 19 de diciembre | Gigantes   | 0-1  | Tigres     | Chinandega |
| 27 de noviembre | Bóer       | 3-4  | Orientales | Granada    |
| 29 de noviembre | Orientales | 9-1  | Bóer       | Managua    |
| 29 de noviembre | Tigres     | 2-4  | Gigantes   | Rivas      |
| 12 de diciembre | Bóer       | 6-2  | Gigantes   | Rivas      |
| 30 de noviembre | Orientales | 6-8  | Tigres     | Chinandega |
| 2 de enero      | Gigantes   | 10-8 | Bóer       | Managua    |
| 1 de diciembre  | Tigres     | 8-7  | Orientales | Granada    |

| 3 de diciembre | Orientales | 4-10 | Gigantes   | Rivas      |
| 3 de diciembre | Bóer       | 6-3  | Tigres     | Chinandega |
| 4 de diciembre | Gigantes   | 3-8  | Orientales | Granada    |
| 4 de diciembre | Tigres     | 5-6  | Bóer       | Managua    |
| 6 de diciembre | Orientales | 2-3  | Bóer       | Managua    |
| 6 de diciembre | Tigres     | 9-5  | Gigantes   | Rivas      |

| 10 de diciembre | Gigantes   | 8-9  | Tigres     | Chinandega |
| 10 de diciembre | Bóer       | 2-5  | Orientales | Granada    |
| 11 de diciembre | Bóer       | 0-5  | Gigantes   | Rivas      |
| 11 de diciembre | Orientales | 2-4  | Tigres     | Chinandega |
| 13 de diciembre | Gigantes   | 2-6  | Bóer       | Managua    |
| 13 de diciembre | Tigres     | 3-9  | Orientales | Granada    |
| 14 de diciembre | Orientales | 1-6  | Gigantes   | Rivas      |
| 14 de diciembre | Bóer       | 0-2  | Tigres     | Chinandega |
| 15 de diciembre | Gigantes   | 0-2  | Orientales | Granada    |
| 15 de diciembre | Tigres     | 10-6 | Bóer       | Managua    |

| 17 de diciembre | Gigantes   | 7-10 | Tigres     | Chinandega |
| 17 de diciembre | Bóer       | 2-1  | Orientales | Granada    |
| 18 de diciembre | Orientales | 4-15 | Bóer       | Managua    |
| 18 de diciembre | Tigres     | 9-5  | Gigantes   | Rivas      |
| 20 de diciembre | Bóer       | 7-3  | Gigantes   | Rivas      |
| 20 de diciembre | Orientales | 13-6 | Tigres     | Chinandega |
| 21 de diciembre | Gigantes   | 7-0  | Bóer       | Managua    |
| 21 de diciembre | Tigres     | 3-0  | Orientales | Granada    |
| 22 de diciembre | Orientales | 2-5  | Gigantes   | Rivas      |
| 22 de diciembre | Bóer       | 2-3  | Tigres     | Chinandega |

| 26 de diciembre | Gigantes   | 7-6 | Orientales | Granada    |
| 26 de diciembre | Tigres     | 4-5 | Bóer       | Managua    |
| 27 de diciembre | Gigantes   | 1-8 | Tigres     | Chinandega |
| 27 de diciembre | Bóer       | 2-3 | Orientales | Granada    |
| 28 de diciembre | Orientales | 9-6 | Bóer       | Managua    |
| 28 de diciembre | Tigres     | 3-5 | Gigantes   | Rivas      |
| 29 de diciembre | Bóer       | 5-2 | Gigantes   | Rivas      |
| 29 de diciembre | Orientales | 4-8 | Tigres     | El Viejo   |

| 3 de enero | Gigantes   | 4-9 | Bóer       | Managua    |
| 3 de enero | Tigres     | 7-6 | Orientales | Granada    |
| 4 de enero | Orientales | 6-4 | Gigantes   | Rivas      |
| 4 de enero | Bóer       | 7-3 | Tigres     | Chinandega |
| 5 de enero | Gigantes   | 4-1 | Orientales | Granada    |
| 5 de enero | Tigres     | 5-1 | Bóer       | Managua    |

### Serie de play off
| Equipo   | G | P | PCT   | JV |
| -------- | - | - | ----- | -- |
| Gigantes | 3 | 0 | 1.000 | -  |
| Tigres   | 0 | 3 | .000  | 3  |

|  |                               |
|  | Clasificado a la serie final. |

| Jugador más valioso       |
| ------------------------- |
| José Durán (L, Gigantes). |

Juego 1
| Equipo   | 1 | 2 | 3 | 4 | 5 | 6 | 7 | 8 | 9 | C | H  | E |
| -------- | - | - | - | - | - | - | - | - | - | - | -- | - |
| Tigres   | 1 | 0 | 0 | 0 | 0 | 0 | 0 | 0 | 0 | 1 | 7  | 1 |
| Gigantes | 2 | 0 | 0 | 0 | 0 | 0 | 0 | 3 | x | 5 | 10 | 2 |

Duración: 2 h 15 m

Reporte: Comunicado no. 56

Juego 2
| Equipo   | 1 | 2 | 3 | 4 | 5 | 6 | 7 | 8 | 9 | C | H  | E |
| -------- | - | - | - | - | - | - | - | - | - | - | -- | - |
| Gigantes | 0 | 1 | 0 | 2 | 3 | 0 | 0 | 2 | 1 | 9 | 12 | 2 |
| Tigres   | 2 | 2 | 0 | 1 | 0 | 1 | 0 | 0 | 0 | 6 | 10 | 2 |

Duración: 4 h 1 m

Reporte: Comunicado no. 57

Juego 3
| Equipo   | 1 | 2 | 3 | 4 | 5 | 6 | 7 | 8 | 9 | C | H  | E |
| -------- | - | - | - | - | - | - | - | - | - | - | -- | - |
| Tigres   | 0 | 0 | 1 | 0 | 0 | 0 | 0 | 0 | 0 | 1 | 2  | 1 |
| Gigantes | 0 | 0 | 0 | 1 | 0 | 1 | 0 | 3 | x | 5 | 10 | 0 |

Duración: 2 h 38 m

Reporte: Comunicado no. 57

### Serie final
| Equipo   | G | P | PCT  | JV |
| -------- | - | - | ---- | -- |
| Gigantes | 4 | 1 | .800 | -  |
| Bóer     | 1 | 4 | .200 | 3  |

|  |          |
|  | Campeón. |

| Jugador más valioso      |
| ------------------------ |
| Douglas Solís (L, Bóer). |

Juego 1
| Equipo   | 1 | 2 | 3 | 4 | 5 | 6 | 7 | 8 | 9 | C | H | E |
| -------- | - | - | - | - | - | - | - | - | - | - | - | - |
| Gigantes | 0 | 1 | 0 | 0 | 0 | 0 | 0 | 0 | 0 | 1 | 8 | 0 |
| Bóer     | 0 | 3 | 0 | 0 | 0 | 0 | 0 | 0 | x | 3 | 6 | 1 |

Duración: 2 h 40 m

Reporte: Comunicado no. 59

Juego 2
| Equipo   | 1 | 2 | 3 | 4 | 5 | 6 | 7 | 8 | 9 | C | H | E |
| -------- | - | - | - | - | - | - | - | - | - | - | - | - |
| Bóer     | 1 | 0 | 0 | 0 | 0 | 0 | 0 | 0 | 0 | 1 | 5 | 2 |
| Gigantes | 1 | 0 | 0 | 0 | 0 | 0 | 1 | 2 | x | 4 | 5 | 2 |

Duración: 3 h 40 m

Reporte: Comunicado no. 60

Juego 3
| Equipo   | 1 | 2 | 3 | 4 | 5 | 6 | 7 | 8 | 9 | C | H | E |
| -------- | - | - | - | - | - | - | - | - | - | - | - | - |
| Gigantes | 0 | 1 | 0 | 0 | 0 | 2 | 2 | 0 | 1 | 6 | 9 | 0 |
| Bóer     | 0 | 2 | 0 | 0 | 0 | 0 | 0 | 0 | 0 | 2 | 4 | 1 |

Duración: 3 h 13 m 

Reporte: Comunicado no. 61

Juego 4
| Equipo   | 1 | 2 | 3 | 4 | 5 | 6 | 7 | 8 | 9 | C  | H  | E |
| -------- | - | - | - | - | - | - | - | - | - | -- | -- | - |
| Bóer     | 0 | 0 | 0 | 2 | 0 | 0 | 2 | 0 | 3 | 7  | 13 | 5 |
| Gigantes | 0 | 1 | 3 | 6 | 0 | 0 | 0 | 6 | x | 16 | 13 | 1 |

Duración: 3 h 29 m

Reporte: Comunicado no. 62

Juego 5
| Equipo   | 1 | 2 | 3 | 4 | 5 | 6 | 7 | 8 | 9 | C  | H  | E |
| -------- | - | - | - | - | - | - | - | - | - | -- | -- | - |
| Gigantes | 1 | 2 | 0 | 2 | 0 | 3 | 0 | 0 | 7 | 15 | 16 | 2 |
| Bóer     | 4 | 0 | 3 | 1 | 0 | 1 | 0 | 0 | 0 | 9  | 8  | 2 |

Duración: 4 h 7 m

Reporte: Comunicado no. 63

|                                         |
| Campeón Gigantes de Rivas Primer título |

## Sucesos
- El 30 de noviembre de 2013, ocho peloteros del Bóer resultaron con lesiones al accidentarse el bus que los transportaba con rumbo a la ciudad de Rivas.[5]

## Líderes individuales
Fuente: Estadísticas finales LBPN 2013/14

### Bateadores
| Categoría           | Jugador         | Equipo     | Marca |
| ------------------- | --------------- | ---------- | ----- |
| Porcentaje de bateo | William Vásquez | Tigres     | ,351  |
| Cuadrangulares      | Ronald Garth    | Orientales | 8     |
| Carreras impulsadas | Esteban Ramírez | Tigres     | 35    |
| Hits                | Jimmy González  | Orientales | 62    |
| Robos de base       | Welinton Dotel  | Orientales | 21    |
| Carreras anotadas   | Juan Camilo     | Bóer       | 42    |

### Lanzadores
| Categoría         | Jugador               | Equipo     | Marca |
| ----------------- | --------------------- | ---------- | ----- |
| Victorias         | Carlos Teller         | Bóer       | 7     |
| Efectividad       | Carlos Pérez Estrella | Gigantes   | 1,62  |
| Entradas lanzadas | Carlos Teller         | Bóer       | 76.2  |
| Salvados          | Logan Durán           | Bóer       | 8     |
| Ponches           | Santos Hernández      | Orientales | 71    |

### Jugador más valioso
Fuente: Comunicados LBPN

| Jugador           | Equipo |
| ----------------- | ------ |
| Carlos Teller (L) | Bóer   |